# Rollerski-Weltmeisterschaften
Die Rollerski-Weltmeisterschaften (offiziell FIS Rollerski World Championships) sind seit dem Jahr 2000 alle zwei Jahre durch den Internationalen Skiverband ausgetragene Weltmeisterschaften im Rollski. Nachdem 2004 die WM abgesagt wurde, begann der Zweijahresrhythmus ab 2005 neu. Die Rollerski-Weltmeisterschaften gehören zum Rollerski-Weltcup.
Bislang wurden die Weltmeisterschaften dreimal nach Italien vergeben und jeweils einmal nach Deutschland, Kroatien, Norwegen, Frankreich und in die Niederlande.

## Austragungsorte
| Jahr | Austragungsort(e)         |
| ---- | ------------------------- |
| 2000 | Rotterdam                 |
| 2002 | Monte Cervino             |
| 2004 | abgesagt                  |
| 2005 | Ronce-les-Bains           |
| 2007 | Oroslavje                 |
| 2009 | Piglio                    |
| 2011 | Aure / Kristiansund       |
| 2013 | Bad Peterstal / Oberkirch |
| 2015 | Val di Fiemme             |
| 2017 | Sollefteå                 |
| 2019 | Madona                    |
| 2021 | Val di Fiemme             |
| 2024 | Ziano di Fiemme           |

## Weltmeister

### Männer

#### Einzel/Prologrennen
| WM   | Streckenlänge | Gold                 | Silber               | Bronze              |
| ---- | ------------- | -------------------- | -------------------- | ------------------- |
| 2000 | 9,4 km        | Jan Jacob Verdenius  | Alfio di Gregorio    | Martin Larsson      |
| 2002 | 5,1 km        | Martin Bajčičák      | Vincent Vittoz       | Alexandre Rousselet |
| 2005 | 6 km          | Igor Glushkov        | Witalij Marziw       | Oleksandr Puzko     |
| 2007 | 6 km          | Giorgio di Centa     | Sergio Bonaldi       | Alfio di Gregorio   |
| 2009 | 5 km          | Eduard Koviashov     | Simone Paredi        | Giorgio di Centa    |
| 2011 | 10 km         | Petter Northug       | Ivan Marchenkov      | Anders Svanebo      |
| 2013 | 20 km         | Eugenio Bianchi      | Robin Norum          | Anders Svanebo      |
| 2015 | 10 km         | Maicol Rastelli      | Jewgeni Dementjew    | Oscar Persson       |
| 2017 | 22,5 km       | Anders Svanebo       | Alexander Bolschunow | Even Sæteren Hippe  |
| 2019 | 20 km         | Alexander Bolschunow | Ilja Poroschkin      | Victor Gustafsson   |
| 2021 | 16 km         | Matteo Tanel         | Amund Korsæth        | Denis Spizow        |

#### Verfolgung
| WM   | Streckenlänge | Gold                | Silber            | Bronze            |
| ---- | ------------- | ------------------- | ----------------- | ----------------- |
| 2000 | 28,2 km       | Jan Jacob Verdenius | Alfio di Gregorio | Daniel Cornelius  |
| 2002 | 29 km         | Vincent Vittoz      | Alfio di Gregorio | Mikael Östberg    |
| 2005 | 25 km         | Witalij Marziw      | Igor Glushkov     | Alfio di Gregorio |
| 2007 | 18 km         | Giorgio di Centa    | Alfio di Gregorio | Sergio Bonaldi    |

#### Massenstart
| WM   | Streckenlänge   | Gold                 | Silber                 | Bronze              |
| ---- | --------------- | -------------------- | ---------------------- | ------------------- |
| 2009 | 15 km           | Simone Paredi        | Valerio Checchi        | Vladimir Fedulov    |
| 2011 | 24 km           | Petter Northug       | Anders Svanebo         | Simone Paredi       |
| 2013 | 11 km           | Sergio Bonaldi       | Paul Constantin Pepene | Ivan Solodov        |
| 2015 | 25 km           | Jewgeni Dementjew    | Robin Norum            | Federico Pellegrino |
| 2017 | 20 km           | Alexander Bolschunow | Anders Svanebo         | Robin Norum         |
| 2019 | 20 km           | Victor Gustafsson    | Matteo Tanel           | Raimo Vīgants       |
| 2021 | 15 km           | Alexei Tscherwotkin  | Paul Constantin Pepene | Matteo Tanel        |
| 2024 | 15 km Freistil  | Raimo Vīgants        | Amund Korsæth          | Martin Himma        |
| 2024 | 15 km klassisch | Imanol Rojo          | Kasper Herland         | Amund Korsæth       |

#### Sprint
| WM   | Gold                    | Silber           | Bronze                  |
| ---- | ----------------------- | ---------------- | ----------------------- |
| 2000 | Mikael Östberg          | Daniel Cornelius | Zoltan Tagscherer       |
| 2002 | Daniel Sjodin           | Igor Glushkov    | Daniel Cornelius        |
| 2005 | Igor Glushkov           | Robin Lindkvist  | Emanuele Sbabo          |
| 2007 | Alessio Berlanda        | David Bogatec    | Igor Glushkov           |
| 2009 | Alessio Berlanda        | Emanuele Sbabo   | Sindre Wiig Nordby      |
| 2011 | Ragnar Bragvin Andresen | Emanuele Sbabo   | Folco Pizzutto          |
| 2013 | Alessio Berlanda        | Emanuele Becchis | Ragnar Bragvin Andresen |
| 2015 | Emanuele Becchis        | Alessio Berlanda | Dmitriy Voronin         |
| 2017 | Emanuele Becchis        | Jostein Olafsen  | Vitaliy Smirnov         |
| 2019 | Ragnar Bragvin Andresen | Jostein Olafsen  | Kristian Ankersen       |
| 2021 | Emanuele Becchis        | Dmitriy Voronin  | Ivan Zhilinskiy         |
| 2024 | Emanuele Becchis        | Jostein Olafsen  | Michele Valerio         |

#### Teamrennen
| WM   | Gold                                                                       | Silber                                                                     | Bronze                                                                  |
| ---- | -------------------------------------------------------------------------- | -------------------------------------------------------------------------- | ----------------------------------------------------------------------- |
| 2000 | Italien Mirco Collavo Andrea Stella Stefano Cordoni Alfio di Gregorio      | Norwegen Lars Hasselvold Jan Jacob Verdenius Ove Erik Tronvoll             | Schweden Daniel Cornelius Thomas Eriksson Martin Larsson Tobias Westman |
| 2002 | Frankreich Vincent Vittoz Alexandre Rousselet Benoit Chauvin Damien Minder | Ukraine Mychajlo Humenjak Volodymyr Ivanov Oleksandr Puzko Yevgeniy Symkim | Schweden Daniel Cornelius Tobias Westman Daniel Sjodin Mikael Östberg   |

#### Staffel
| WM   | Gold                                                           | Silber                                                             | Bronze                                                    |
| ---- | -------------------------------------------------------------- | ------------------------------------------------------------------ | --------------------------------------------------------- |
| 2000 | Norwegen Lars Hasselvold Ove Erik Tronvoll Jan Jacob Verdenius | Italien Omar Peruzzo Mirco Collavo Alfio di Gregorio               | Deutschland Thomas Gröger Harald Treude Michael Puderbach |
| 2002 | Schweden Daniel Cornelius Mikael Östberg Daniel Sjodin         | Deutschland Markus Huber Dirk Grimm Michael Puderbach              | Italien Alfio di Gregorio Mirco Collavo Alberto Pertile   |
| 2005 | Italien Jules Pession Simone Paredi Alfio di Gregorio          | Schweden Tobias Westman Björn Andersson Johan Haamaas              | Ukraine Mychajlo Humenjak Oleksandr Puzko Witalij Marziw  |
| 2007 | Russland Iwan Anissimow Vladimir Fedulov Igor Glushkov         | Ukraine Mychajlo Humenjak Roman Lejbjuk Witalij Marziw             | Italien Jules Pession Simone Paredi Alfio di Gregorio     |
| 2009 | Italien Alfio di Gregorio Simone Paredi Emanuele Sbabo         | Norwegen Sindre Wiig Nordby Magnus Frodahl Ragnar Bragvin Andresen | Schweden Joakim Engström Robin Norum Tobias Westman       |
| 2011 | Schweden Bill Impola Tobias Westman Anders Svanebo             | Italien Glauco Pizzutto Simone Paredi Emanuele Sbabo               | Frankreich Nicolas Perrier Guillaume Berhault Igor Cuny   |

#### Team-Sprint
| WM   | Gold                                                    | Silber                                                        | Bronze                                       |
| ---- | ------------------------------------------------------- | ------------------------------------------------------------- | -------------------------------------------- |
| 2013 | Norwegen Martin Hammer Ragnar Bragvin Andresen          | Italien Eugenio Bianchi Emanuele Sbabo                        | Schweden Robin Norum Anders Svanebo          |
| 2015 | Norwegen Marius Caspersen Falla Ragnar Bragvin Andresen | Italien Dietmar Nöckler Federico Pellegrino                   | Schweden Robin Norum Anton Karlsson          |
| 2017 | Norwegen Even Sæteren Hippe Ragnar Bragvin Andresen     | Schweden Anton Persson Erik Silfver                           | Slowakei Miroslav Šulek Peter Mlynár         |
| 2019 | Italien Matteo Tanel Francesco Becchis                  | Norwegen Patrick Fossum Kristoffersen Ragnar Bragvin Andresen | Schweden Victor Gustafsson Robin Norum       |
| 2021 | Schweden Alfred Buskqvist Erik Silfver                  | Norwegen Amund Korsæth Ragnar Bragvin Andresen                | Ukraine Oleksij Krassowskyj Ruslan Perechoda |
| 2024 | Lettland Lauris Kaparkalejs Raimo Vīgants               | Italien Matteo Tanel Tommaso Dellagiacoma                     | Schweden Simon Karlsson Erik Karlsson        |

### Frauen

#### Einzel/Prologrennen
| WM   | Streckenlänge | Gold               | Silber                   | Bronze               |
| ---- | ------------- | ------------------ | ------------------------ | -------------------- |
| 2000 | 9,4 km        | Vibeke Skofterud   | Marit Bjørgen            | Peggy Wagenfuhr      |
| 2002 | 5,1 km        | Karine Philippot   | Annick Vaxelaire-Pierrel | Isabel Klaus         |
| 2005 | 6 km          | Elena Vedeneeva    | Viviana Druidi           | Marina Firsova       |
| 2007 | 6 km          | Tatjana Jambajewa  | Lada Nesterenko          | Elena Vedeneeva      |
| 2009 | 5 km          | Lada Nesterenko    | Elena Vedeneeva          | Tatjana Jambajewa    |
| 2011 | 10 km         | Marit Bjørgen      | Charlotte Kalla          | Heidi Weng           |
| 2013 | 15 km         | Ksenia Konohova    | Waljanzina Kaminskaja    | Svetlana Hvostunkova |
| 2015 | 10 km         | Linn Sömskar       | Marika Sundin            | Elin Mohlin          |
| 2017 | 18 km         | Linn Sömskar       | Maja Dahlqvist           | Swetlana Nikolajewa  |
| 2019 | 10 km         | Natalja Neprjajewa | Lucia Scardoni           | Linn Sömskar         |
| 2021 | 10 km         | Linn Sömskar       | Natalja Neprjajewa       | Marija Istomina      |

#### Verfolgung
| WM   | Streckenlänge | Gold              | Silber          | Bronze                   |
| ---- | ------------- | ----------------- | --------------- | ------------------------ |
| 2000 | 18,8 km       | Vibeke Skofterud  | Marit Bjørgen   | Guri Knotten             |
| 2002 | 20,3 km       | Karine Philippot  | Isabel Klaus    | Annick Vaxelaire-Pierrel |
| 2005 | 25 km         | Elena Vedeneeva   | Viviana Druidi  | Lada Nesterenko          |
| 2007 | 14 km         | Tatjana Jambajewa | Lada Nesterenko | Natalja Sernowa          |

#### Massenstart
| WM   | Streckenlänge   | Gold              | Silber               | Bronze                      |
| ---- | --------------- | ----------------- | -------------------- | --------------------------- |
| 2009 | 15 km           | Tatjana Jambajewa | Elena Vedeneeva      | Hanna Seppas                |
| 2011 | 24 km           | Charlotte Kalla   | Heidi Weng           | Ksenia Konohova             |
| 2013 | 11 km           | Katrin Zeller     | Svetlana Hvostunkova | Nadezhda Izhutina           |
| 2015 | 19 km           | Marika Sundin     | Ilaria Debertolis    | Virginia De Martin Topranin |
| 2017 | 16 km           | Linn Sömskar      | Alena Procházková    | Maja Dahlqvist              |
| 2019 | 15 km           | Linn Sömskar      | Alena Procházková    | Sandra Schützová            |
| 2021 | 13 km           | Linn Sömskar      | Natalja Neprjajewa   | Marija Istomina             |
| 2024 | 15 km Freistil  | Linn Sömskar      | Karoline Grøtting    | Stefania Corradini          |
| 2024 | 15 km klassisch | Linn Sömskar      | Kaidy Kaasiku        | Keidy Kaasiku               |

#### Sprint
| WM   | Gold             | Silber                  | Bronze                  |
| ---- | ---------------- | ----------------------- | ----------------------- |
| 2000 | Vibeke Skofterud | Ilka Ostermeier         | Gabriella Fredriksson   |
| 2002 | Ilka Ostermeier  | Marina Firsova          | Elsbeth Straub          |
| 2005 | Mateja Bogatec   | Ilka Ostermeier-Neumann | Elena Vedeneeva         |
| 2007 | Maria Magnusson  | Marina Firsova          | Mateja Bogatec          |
| 2009 | Mateja Bogatec   | Elena Ektova            | Inna Zaytseva           |
| 2011 | Guro Strøm Solli | Kathrine Harsem         | Katja Visnar            |
| 2013 | Maria Magnusson  | Anastasia Voronina      | Ulyana Gavrilova        |
| 2015 | Ulyana Gavrilova | Linn Sömskar            | Kira Claudi             |
| 2017 | Olga Letucheva   | Alena Procházková       | Linn Sömskar            |
| 2019 | Linn Sömskar     | Jackline Lockner        | Anna Bolzan             |
| 2021 | Olga Letucheva   | Linn Sömskar            | Julie Henriette Arnesen |
| 2024 | Alba Mortagna    | Linn Sömskar            | Jackline Lockner        |

#### Teamrennen
| WM   | Gold                                                   | Silber                                                                                 | Bronze                                                                     |
| ---- | ------------------------------------------------------ | -------------------------------------------------------------------------------------- | -------------------------------------------------------------------------- |
| 2000 | Norwegen Guri Knotten Vibeke Skofterud Marit Bjørgen   | Schweden Gabriella Frederiksson Sandra Hansson Susanne Hedlund                         | Niederlande Carolien ten Bosch Nicky van Putten Nathalie Rissema           |
| 2002 | Ukraine Wita Jakymtschuk Lada Nesterenko Maryna Malets | Frankreich Karine Philippot Annick Vaxelaire-Pierrel Sabine Hudry Élodie Bourgeois-Pin | Tschechien Klara Hlavackova Denisa Heltova Kateřina Smutná Ivana Janečková |

#### Staffel
| WM   | Gold                                                   | Silber                                                    | Bronze                                                         |
| ---- | ------------------------------------------------------ | --------------------------------------------------------- | -------------------------------------------------------------- |
| 2000 | Norwegen Marit Bjørgen Guri Knotten Vibeke Skofterud   | Deutschland Ines Richter Ilka Ostermeier Peggy Wagenfuhr  | Schweden Maria Magnusson Susanne Hedlund Gabriel Frederiksson  |
| 2002 | Ukraine Maryna Malets Lada Nesterenko Wita Jakymtschuk | Frankreich Marion Barnet Caroline Weibel Karine Philippot | Tschechien Klara Hlavackova Ivana Janečková Kateřina Smutná    |
| 2005 | Italien Mateja Paulina Viviana Druidi Mateja Bogatec   | Russland Elena Rodina Elena Nenyukova Elena Vedeneeva     | Deutschland Theres Wolf Marie Mewes Ilka Ostermeier-Neumann    |
| 2007 | Schweden Hanna Seppas Sandra Hansson Maria Magnusson   | Russland Natalja Sernowa Tatjana Jambajewa Marina Firsova | Kroatien Lorena Malec Zvjezdana Veljkovic Andrijana Stipaničić |
| 2009 | Russland Elena Rodina Natalja Sernowa Elena Vedeneeva  | Italien Erika Bettineschi Karin Moroder Mateja Bogatec    | Ukraine Zoya Obiukh Lada Nesterenko Maryna Lissohor            |
| 2011 | Norwegen Kathrine Harsem Mari Eide Guro Strøm Solli    | Russland Elena Rodina Natalja Sernowa Ksenia Konohova     | Italien Erika Bettineschi Stephanie Santer Solange Chabloz     |

#### Team-Sprint
| WM   | Gold                                       | Silber                                        | Bronze                                            |
| ---- | ------------------------------------------ | --------------------------------------------- | ------------------------------------------------- |
| 2013 | Russland Elena Ektova Ksenia Konohova      | Schweden Terese Andersson Maria Magnusson     | Ukraine Kateryna Serdjuk Maryna Lissohor          |
| 2015 | Schweden Linn Sömskar Marika Sundin        | Italien Giulia Stürz Gaia Vuerich             | Russland Swetlana Nikolajewa Ksenia Konohova      |
| 2017 | Schweden Maja Dahlqvist Linn Sömskar       | Russland Olga Michailowa Olga Letucheva       | Italien Anna Bolzan Lisa Bolzan                   |
| 2019 | Schweden Moa Olsson Linn Sömskar           | Italien Lisa Bolzan Lucia Scardoni            | Russland Anastassija Wlassowa Swetlana Nikolajewa |
| 2021 | Russland Anna Grukhvina Natalja Neprjajewa | Italien Elisa Sordello Elisa Brocard          | Ukraine Maryna Anzybor Julija Krol                |
| 2024 | Schweden Linn Sömskar Ebba Stenman         | Norwegen Karoline Grøtting Victoria Nitteberg | Italien Stefania Corradini Maria Eugenia Boccardi |